# Indra Sistemas
Indra est une entreprise espagnole spécialisée dans l'informatique. Deuxième entreprise européenne de son secteur pour ce qui est de la capitalisation boursière et deuxième entreprise espagnole en matière d'investissement en RD.
Indra se classait en 2023 au 85e rang mondial pour la production d'armement.

## Historique
Indra a été créée en 1993 par la fusion du groupe public Inisel et du groupe privé Ceselsa dont les sociétés fondatrices existent depuis 1921. Forte d'un volume d'affaires annuel dépassant 3,5 milliards de francs français, cette nouvelle entité comprend à sa formation quatre divisions: défense, baptisée Ceselsa et qui représente a à elle seule 45 % du groupe; système de contrôle (10 %) ; espace (5 %) ; informatique (40 %). 
En novembre 2016, Indra annonce souhaiter acquérir Tecnocom pour 305 millions d'euros, dont 60 % en liquidité et 40 % en actions.
En février 2025, Indra annonce l'acquisition d'Hispasat pour 725 millions d'euros.

## Activités
En 2009, les ventes d'Indra ont atteint les 2,557 milliards d'euros, dont plus d'un tiers sur le marché international . Elle compte plus de 30 000 employés et ses clients sont répartis dans plus de 100 pays. Elle compte des filiales dans 40 pays.
D'abord connue pour sa position de leader mondial du contrôle du trafic aérien, ses technologies spécialisées dans les processus électoraux a permis d'organiser plus de 300 élections dans 18 pays. Par ailleurs, elle a mis en place des solutions permettant d'offrir un service de téléphonie mobile à plus de 250 millions de clients dans 20 pays[réf. nécessaire]. Elle vend également des systèmes de sécurité et de défense, ainsi que des services informatiques pour l'administration et d'e-santé.

## Indra en bourse
Indra fait partie de l'indice espagnol Ibex 35 depuis le 1er juillet 1999. Elle figure également parmi certains indices boursiers internationaux tels que FTSE eTX, Dow Jones Global Index et MSCI. Les valeurs d'Indra sont cotées aux indices Dow Jones Sustainability World Index (DJSWI) et Dow Jones STOXX Sustainability Index (DJSI STOXX).

## Actionnaires principaux
Les actionnaires principaux dont la participation dépasse les 3 % sont : SEPI avec 20 %, Corporación Financiera Alba avec 10 %, Fidelity Investments avec 10 %, Taube Hodson Stonex Partners avec 3 % et Telefónica avec 3%.
En 2023, Escribano Mechanical & Engineering rachète 3% du capital d'Indra Sistemas.

## Produits
- Radar LANZA  (radar aéronautique)
- Lanza LTR-25 (radar aéronautique mobile tactique)
- Indra Arine[11](Radar d'acquisition et de surveillance terrestre)
- Mantis EQF[12](drone de reconnaissance)

## Projets
- Programme Sigilar[13].